# Svend Hansen
Svend Hansen (* 6. März 1962 in Darmstadt) ist ein deutscher Prähistorischer Archäologe.

## Leben und Werk
Svend Hansen studierte zwischen 1980 und 1988 Ur- und Frühgeschichte, Klassische Archäologie, Philosophie und Religionswissenschaft an der Freien Universität Berlin (FUB). Für seine Magisterarbeit Studien zu den Metalldeponierungen während der Urnenfelderzeit im Rhein-Main-Gebiet wurde er 1988 mit dem Joachim-Tiburtius-Preis des Landes Berlin ausgezeichnet. Auch die Promotion an der FU hatte 1991 mit Studien zu den Metalldeponierungen während der älteren Urnenfelderzeit zwischen Rhônetal und Karpatenbecken ein ähnliches Thema. 1993 wurde die Dissertation mit dem Eduard-Anthes-Preis ausgezeichnet. 1992–1993 erhielt Hansen ein Reisestipendium der Römisch-Germanischen Kommission des Deutschen Archäologischen Instituts (DAI). 1994 wurde Hansen Wissenschaftlicher Mitarbeiter am Institut für Ur- und Frühgeschichte der Universität Heidelberg, 1995 Wissenschaftlicher Assistent am Lehrstuhl für Ur- und Frühgeschichte von Volker Pingel an der Ruhr-Universität Bochum (RUB). Dort habilitierte er sich 2000 mit der Arbeit Untersuchungen zur jungstein- und kupferzeitlichen Figuralplastik. Im Jahr darauf wurde er Hochschuldozent am Institut für Ur- und Frühgeschichte der RUB. 2003 wurde er Erster Direktor der Eurasien-Abteilung des Deutschen Archäologischen Instituts in Berlin. Seit 2004 ist er zudem Honorarprofessor an der Freien Universität Berlin. Von 2011 bis 2013 leitete Hansen zusätzlich die Römisch-Germanische Kommission in Frankfurt am Main. Von 2009 bis 2019 war Hansen am Berliner Exzellenzcluster Topoi beteiligt. Zusammen mit Rüdiger Krause war Hansen von 2016 bis 2019 Sprecher des LOEWE-Schwerpunkts „Prähistorische Konfliktforschung“. 2019 erhielt er einen Advanced Grant des European Research Council für das Projekt Technical and Social Innovations in the Caucasus: between the Eurasian Steppe and the Earliest Cities in the 4th and 3rd millennia BC. Hansens langjährige Forschungsgrabung im rumänischen Pietrele (Măgura Gorgana) wurde 2019 mit dem Shanghai Archaeology Award in der Kategorie "Field Discovery" ausgezeichnet.
1996 bis 2001 war Svend Hansen Sprecher der „Arbeitsgemeinschaft Bronzezeit“ bei den Deutschen Altertumsverbänden, 2004 Mitglied im Interdisziplinären Zentrum Alte Welt der Freien Universität Berlin. Von 2016 bis 2020 war er Mitglied im Fachkollegium 101 „Alte Kulturen“ der Deutschen Forschungsgemeinschaft.
Seit 1996 ist Hansen Herausgeber der Zeitschrift „Das Altertum“. Er ist im Beirat der Zeitschriften Dacia (seit 2006), Revista Arheologica (seit 2007), Studia Antiqua et Archaeologica (seit 2009), Talanta. Proceedings of the Dutch Archaeological and Historical Society (seit 2009), Stratum plus (seit 2010), Archaeology, Ethnology and Anthropology of Eurasia – Archeologija, Etnografia i Antropologija Evrasii (seit 2014), Archaeologia Austriaca (seit 2014), Vestnik novosibirskogo gosudarstvennogo Universiteta. Seria: Istoria, Filologija (seit 2015), Glasnik zemaljskog muzeja Bosne i Hercegovine u Sarajevu (seit 2017), ARCHEO (seit 2019), Journal of Archaeological Research (seit 2019). Seit 2007 ist Hansen Wissenschaftlicher Beirat des Sächsischen Landesmuseums für Archäologie. Er ist Gründungsmitglied der 2022 gegründeten Académie International de Pré- et Protohistoire (AIPP).
Hansen ist ordentliches Mitglied des DAI seit 2003 und seit 2022 korrespondierendes Mitglied der Magyar-Régészeti és Művészettörténeti Társulat. Im Jahr 2014 wurde ihm in Tiflis die Ehrendoktorwürde der Sokhumi State University verliehen, es folgten die Ehrendoktorwürde der Universität Bukarest (2022) und der Eötvös-Loránd-Universität in Budapest (2024). 2016 wurde ihm die Ehrenmitgliedschaft des Archäologischen Instituts in Iași verliehen. Ebenfalls seit 2016 ist er Ehrenmitglied der Rumänischen Akademie. Im Jahr 2020 wurde Hansen zum Ehrenmitglied des Archäologischen Instituts Vasile Pârvan in Bukarest ernannt. Die Akademie der Wissenschaften und Künste von Bosnien und Herzegowina wählte Hansen 2023 zum ausländischen Mitglied. 2024 wurde ihm mit der „Dimitrie Cantemir“ Medaille die höchste Auszeichnung der Moldauischen Akademie der Wissenschaften verliehen.
Hansen forscht insbesondere zum Neolithikum und zur Bronzezeit. Er führte Ausgrabungen in Aruchlo in Georgien, Pietrele (Măgura Gorgana) in Rumänien und Ergeninskij in Russland durch. Er forschte zu den neolithischen Statuetten von Aşağı Pınar in der Türkei und zu bronzezeitlichen Depotfunden.

## Schriften
- Studien zu den Metalldeponierungen während der Urnenfelderzeit im Rhein-Main-Gebiet (= Universitätsforschungen zur prähistorischen Archäologie. Bd. 5). Habelt, Bonn 1991, ISBN 3-7749-2438-4 (Zugleich: Berlin, Freie Universität, Dissertation, 1988).
- mit Hermann Born: Frühgriechische Bronzehelme (= Sammlung Axel Guttmann. Bd. 3). Verlag Sammlung Guttmann bei von Zabern, Mainz 1994, ISBN 3-8053-1665-8.
- Studien zu den Metalldeponierungen während der älteren Urnenfelderzeit zwischen Rhônetal und Karpatenbecken (= Universitätsforschungen zur prähistorischen Archäologie. Bd. 21). 2 Bände. Habelt, Bonn 1994, ISBN 3-7749-2658-1.
- mit Jan Blažek: Die Hortfunde von Saběnice in Nordwest-Böhmen (= Beiträge zur Ur- und Frühgeschichte Nordwestböhmens. Bd. 4 = Nordböhmische Bronzefunde. Bd. 3). Ústav Archeologické Památkové Péče Severozápadních Čech, Most 1997, ISBN 80-901828-1-X.
- mit Hermann Born: Helme und Waffen Alteuropas. (= Sammlung Axel Guttmann. Bd. 9). Verlag Sammlung Guttmann bei von Zabern, Mainz 2004, ISBN 3-8053-1671-2.
- als Herausgeber mit Volker Pingel: Archäologie in Hessen. Neue Funde und Befunde. Festschrift für Fritz-Rudolf Herrmann zum 65. Geburtstag (= Internationale Archäologie. Studia honoraria. Bd. 13). Leidorf, Rahden 2001 ISBN 3-89646-393-4.
- Bilder vom Menschen der Steinzeit. Untersuchungen zur anthropomorphen Plastik der Jungsteinzeit und Kupferzeit in Südosteuropa (= Archäologie in Eurasien. Bd. 20). 2 Bände. von Zabern, Mainz 2007, ISBN 978-3-8053-3773-1 (Zugleich: Bochum, Universität, Habilitations-Schrift, 2000).
- als Herausgeber mit Alfried Wieczorek, Michael Tellenbach: Alexander der Große und die Öffnung der Welt. Asiens Kulturen im Wandel (= Publikationen der Reiss-Engelhorn-Museen. Bd. 36). Schnell & Steiner u. a., Regensburg u. a. 2009, ISBN 978-3-7954-2177-9.
- Archäologische Funde aus Deutschland. Begleitheft zur Fotoausstellung. Deutsches Archäologisches Institut Eurasien-Abteilung, Berlin 2010.
- als Herausgeber: Von Majkop bis Trialeti. Gewinnung und Verbreitung von Metallen und Obsidian in Kaukasien im 4.–2. Jt. v. Chr. (= Kolloquien zur Vor- und Frühgeschichte. Bd. 13). Beiträge des Internationalen Symposiums in Berlin. Habelt, Bonn 2010, ISBN 978-3-7749-3695-9.
- als Herausgeber: Leben auf dem Tell als soziale Praxis (= Kolloquien zur Vor- und Frühgeschichte. Bd. 14). Beiträge des Internationalen Symposiums in Berlin vom 26.–27. Februar 2007, Habelt, Bonn 2010 ISBN 978-3-7749-3710-9.
- als Herausgeber mit Daniel Neumann und Tilmann Vachta: Hort und Raum. Aktuelle Forschungen zu bronzezeitlichen Deponierungen in Mitteleuropa (= Topoi. Bd. 10). De Gruyter, Berlin u. a. 2012, ISBN 978-3-11-029020-2.
- als Herausgeber mit Raphael Gross, Michael Lenarz und Patricia Rahemipour: Im Licht der Menora. Jüdisches Leben in der römischen Provinz. Campus, Frankfurt am Main u. a. 2014, ISBN 978-3-593-50285-4.
- als Herausgeber mit Johannes Müller: Rebellion and Inequality in Archaeology.  Proceedings of the Kiel Workshops "Archaeology of Rebellion" (2014) and "Social Inequality as a Topic in Archaeology" (2015), Bonn 2017.
- als Herausgeber mit Liane Giemsch: Gold und Wein. Georgiens älteste Schätze. Begleitband zur Sonderausstellung 6. Oktober 2018 – 10. Februar 2019 Archäologisches Museum Frankfurt, Mainz 2018.
- als Herausgeber mit Rüdiger Krause: Bronze age fortresses in Europe: proceedings of the Second International LOEWE Conference, 9-13 October 2017 in Alba Iulia, Bonn 2019
- als Herausgeber mit V.I. Molodin und L.N. Mylnikova: Mobility and Migration: Concepts, Methods, Results. Materials of the V International Symposium “Mobility and Migration: Concepts, Methods, Results” (Denisova Cave (Altai, Russia), 19–24 August 2019). Мобильность и миграция: концепции, методы, результаты. Материалы V Международного симпозиума «Мобильность и миграция: концепции, методы, результаты» (Денисова пещера (Алтай, Россия), 19–24 августа 2019 г.), Nowosibirsk 2019.
- mit Barbara Helwing, Tevekkül Aliyev, Bertille Lyonnet, Farhad Guliyer und Guram Mirtskhulava (Hrsg.): New Research on the Later Prehistory of the Southern Caucasus (= Archäologie in Iran und Turan, Band 16)  (Text in englischer, deutscher und französischer Sprache). Reimer, Berlin 2017, ISBN 978-3-496-01580-2.
- Schriften zur europäischen Vorgeschichte. Essays on European Prehistory (= 	Bibliotheca Archaeologica Moldaviae Bd. 37). Mega, Cluj-Napoca 2024, ISBN 978-606-020-850-1.